# Bahnhof Berlin Greifswalder Straße
Der Bahnhof Berlin Greifswalder Straße ist ein Bahnhof der Berliner S-Bahn im Berliner Ortsteil Prenzlauer Berg des Bezirks Pankow. Es handelt sich dabei um eine Station der Ringbahn. Namensgebend ist die im rechten Winkel zu den Gleisen verlaufende Greifswalder Straße.

## Geschichte
Eröffnet wurde der Bahnhof 1875 im Zuge des Baus der Ringbahn zunächst unter dem Namen Weißensee. Der Name bezog sich auf den zu dieser Zeit noch außerhalb des Berliner Stadtgebiets liegenden Ort Weißensee. Allerdings lag das gesamte Areal nicht auf Weißenseer Gebiet. Der Bahnhof befand sich zunächst westlich der Greifswalder Straße, wurde 1889/1890 allerdings auf die Ostseite verschoben, wobei es blieb.
Der elektrische Vorortbetrieb für den Personenverkehr begann hier am 1. Februar 1929; ab 1. Dezember nannte sich der Bahnbetrieb „S-Bahn“. Am 1. Oktober 1946 erfolgte die Umbenennung der Station in Greifswalder Straße, der Name war nun der Lage entsprechend passender.
Am 18. Februar 1970 fuhr in der Nähe des Bahnhofs eine aus Richtung Landsberger Allee (damals: Leninallee) kommende S-Bahn auf eine vor dem Einfahrsignal wartende S-Bahn auf. Dabei wurden 35 Personen verletzt, fünf davon schwer.

Die Gleisanlagen dienten aber auch dem innerstädtischen Güterverkehr. Dieser wurde mit der Stilllegung des Gaswerks eingestellt, das Rangiergleissystem beseitigt. Übrig blieb eine 28.000 m² umfassende Fläche, die sich in eine Brache verwandelte.
In den 1980er Jahren entstand südwestlich des Bahnhofs auf Teilflächen des ehemaligen Gaswerks Greifswalder Straße eine Plattenbausiedlung, im Zusammenhang mit dem Neubau der Wohnungen wurde der Bahnhof grundlegend modernisiert und ein direkter Übergang zwischen Straßen- und S-Bahn hergestellt. Nach Abschluss der Arbeiten am 15. April 1986 erhielten sowohl die Wohnsiedlung als auch der S-Bahnhof die Bezeichnung Ernst-Thälmann-Park.
Nach der deutschen Wiedervereinigung wurde der Bahnhof am 23. Mai 1993 in ‚Greifswalder Straße‘ zurückbenannt, die Wohnsiedlung trägt weiter den Namen Ernst-Thälmann Park.
Anfang 2007 modernisierte die S-Bahn-Berlin GmbH den Eingangsbereich des Bahnhofs mit einem Imbiss und einem Zeitungsladen.
Seit August 2014 erfolgt die Zugabfertigung durch den Triebfahrzeugführer mittels Führerraum-Monitor (ZAT-FM).

## Kontroverse

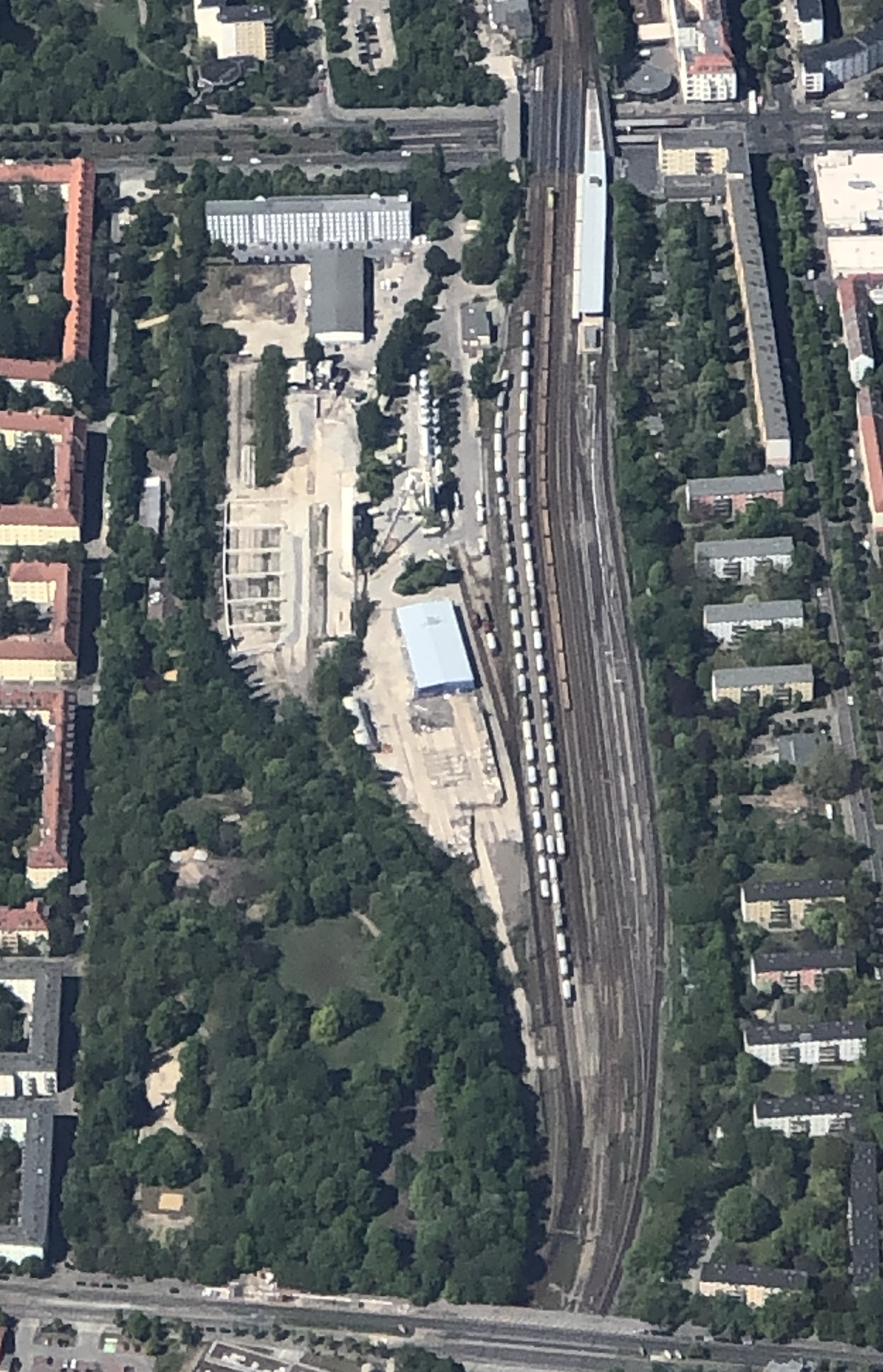
Der Bahnhof Greifswalder Straße mit dem ehemaligen Güterbahnhof 2019

Die rund 29.000 m² große Fläche des ehemaligen Güterbahnhofs und zugehörige Bauwerke hatte die DB AG im Jahr 2010 im Internet zum Kauf ausgeschrieben. In den Jahren 2011 und 2012 erwarb die Gesellschaft Bahngelände Greifswalder Straße GmbH das Areal. Der Bezirk verzichtete auf sein Vorkaufsrecht. Der neue Eigentümer plante hier mit dem Bezirk in zahlreichen Gesprächen mit allen Beteiligten (Stadtplanungsamt, Schulamt, Senat, Denkmalschutzbehörde, Verkehrsplanungsamt usw.) bis 2015 nach einem aufwendigen INSEK-Verfahren (rund 100.000 Euro Steuergelder) auf diesem Grundstück und auf dem rund 10.000 m² großen Grundstück des Senats (zurzeit Parkplätze) den Bau von 600 Wohnungen zusammen mit der landeseigenen Wohnungsbaugesellschaft Gewobag. Man war sich mit allen Beteiligten und Verantwortlichen des Bezirksamtes und des Senats einig, dass die Parkplätze und die betonierte Brachfläche an der Bahn durch eine geschlossene begrünte Bebauung mit vielen Balkonen und Hochgärten mit ruhigen Wohnräumen zur Südlage und mit einem neu anzulegenden Park ein idealer Standort für Wohnungsbau wäre. Aber auch eine Schule im Rahmen der Schulerweiterung und eine Kita solle auf einem Teil des Grundstücks errichtet werden. Der Investor, der Bezirk, alle Parteien und der Senat waren damit einverstanden. Kritik kam von der Anwohnerinitiative, die das gesamte Grundstück entlang der Bahn als Park hätten und sich eher eine neue weitere Grünanlage – neben ihrem ca. 200.000 m² großen Park – wünschten. Kritisiert wurde auch die Bebauung der Parkplätze, die auf alle Fälle erhalten werden sollten. Nach der Wahl 2016 wurde der Planungsprozess ausgesetzt, da die Partei Die Linke das Vorhaben im Fachausschuss Wohnen blockierten und sich nicht mehr an die Verabredung halten wollten. Die Linke gewann diesen Wahlbezirk mit knapp 30 % der Stimmen. Zweitstärkste Kraft wurde die AfD. Dieser Wahlbezirk war seit der Errichtung 1986 seither die kommunistische Hochburg und der Stammwahlbezirk der SED, PDS und der Linken. Der Investor reichte 2015 beim Verwaltungsgericht Berlin Klage ein. Der Investor sprach von Wortbruch und behauptete, er hätte Informationen, wonach grundsätzlich Wohnraum im Wahlbezirk verhindert werde, um diesen Wahlbezirk als traditionellen Wahlbezirk als Hochburg für die Linken zu sichern. Senatorin Katrin Lompscher (Die Linke) teile mit, dass sie sich in die bezirksinterne Angelegenheit nicht einmischen wolle.
Laut der Senatsbauverwaltung „sei nach derzeitigem Planungsrecht keine Wohnbebauung zulässig [Stand: Mai 2018]. Aber alle Betroffenen seien [nun] miteinander im Gespräch“. Im November 2018 fand vor der 13. Kammer des Verwaltungsgerichts der Termin zur 2015 eingereichten Klage statt. Der Richter urteilte, dass die Klage aufgrund von Formfehlern im Bauantrag abgewiesen wird, aber eine grundsätzliche Bebauung nach § 34 zulässig sei. Der Bezirk kündigte im April 2019 daraufhin an, er wolle für das Grundstück einen Antrag zur Aufstellung ein Bebauungsplans als Grünfläche und als Schulstandort einreichen. Dieses Vorhaben, das von den Linken initiiert wurde, stößt bei der Bevölkerung und bei den anderen Parteien auf massive Kritik, zumal dringend benötigter Wohnraum für rund 2000 Menschen verhindert werde und der Investor mögliche Schadensersatzansprüche in zweistelliger Millionenhöhe hätte.

## Verkehr

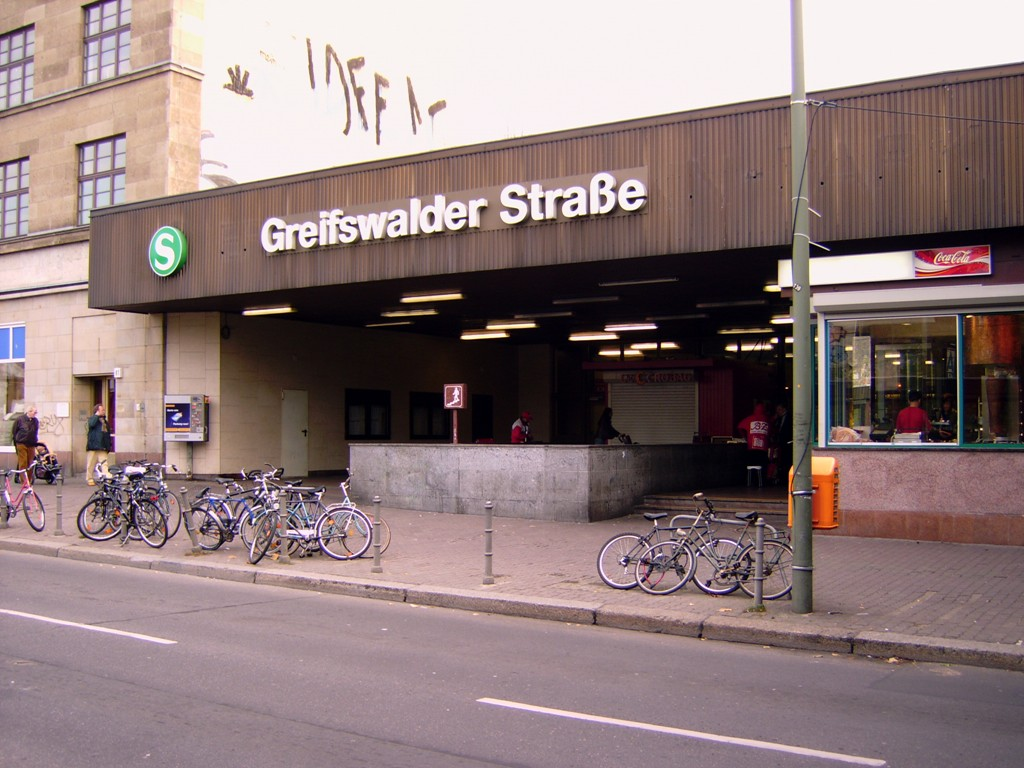
Eingang an der Greifswalder Straße

Die Station ist als eine von 20 sogenannten Stammbahnhöfen der Berliner S-Bahn mit einer örtlichen Aufsicht besetzt.
Hier verkehren die Ringbahnlinien S41 und S42 sowie die Linien S8 und S85. Es bestehen Umsteigemöglichkeiten zur Linie M4 der Straßenbahn sowie zur Buslinie 158.
| Linie | Verlauf | Takt in der HVZ |
| ----- | --- | --------------- |
| ↻ ↺   | Gesundbrunnen – Schönhauser Allee – Prenzlauer Allee – Greifswalder Straße – Landsberger Allee – Storkower Straße – Frankfurter Allee – Ostkreuz – Treptower Park – Sonnenallee – Neukölln – Hermannstraße – Tempelhof – Südkreuz – Schöneberg – Innsbrucker Platz – Bundesplatz – Heidelberger Platz – Hohenzollerndamm – Halensee – Westkreuz – Messe Nord/ZOB – Westend – Jungfernheide – Beusselstraße – Westhafen – Wedding – Gesundbrunnen \|\| 05 min |                 |
|       | Birkenwerder – Hohen Neuendorf – Bergfelde – Schönfließ – Mühlenbeck-Mönchmühle – Blankenburg – Pankow-Heinersdorf – Pankow – Bornholmer Straße – Schönhauser Allee – Prenzlauer Allee – Greifswalder Straße – Landsberger Allee – Storkower Straße – Frankfurter Allee – Ostkreuz – Treptower Park – Plänterwald – Baumschulenweg – Schöneweide – Johannisthal – Adlershof – Grünau (– Eichwalde – Zeuthen – Wildau) \|\| 20 min                            |                 |
|       | Frohnau – Hermsdorf – Waidmannslust – Wittenau (Wilhelmsruher Damm) – Wilhelmsruh – Schönholz – Wollankstraße – Bornholmer Straße – Schönhauser Allee – Prenzlauer Allee – Greifswalder Straße – Landsberger Allee – Storkower Straße – Frankfurter Allee – Ostkreuz – Treptower Park – Plänterwald – Baumschulenweg – Schöneweide (– Johannisthal – Adlershof – Grünau) \|\| 20 min                                                                         |                 |